# 宇都宮市文化会館
宇都宮市文化会館（うつのみやしぶんかかいかん）は、栃木県宇都宮市明保野町にある多目的ホール、コンサートホール。1980年（昭和55年）4月7日に開館した、鉄骨鉄筋コンクリート造、地下1階、地上4階の施設である。

## 概要
1971年に黒羽町へ移転した宇都宮刑務所跡地（7.8ヘクタール）の北半分、文化施設ゾーンのなかに建設された。
コンサートホールとして利用されている大ホールのほか、小ホール、展示室、練習室、会議室、和室、レストラン、プレイガイドなど各種関連施設を備えている。2015年からの大規模改修工事を2017年に終え、同年4月にリニューアルオープンをした。記念式典では東京フィルハーモニー交響楽団による演奏会も行われている。
同会館の南西に隣接して宇都宮市立中央図書館が、さらに南側には3.0ヘクタールの明保野公園が一体的に整備されている。

## 座席数
- 大ホール：2,000席（3階層）
- 小ホール：500席（1階層）

## 歴史
- 1979年9月 - 完成
- 1980年4月 - 開館
- 2015年11月 - 大規模改修工事開始
- 2017年4月 - リニューアルオープン

## アクセス
- JR東日本宇都宮線宇都宮駅下車 路線バスで約20分
- 東武鉄道東武宇都宮線南宇都宮駅下車 徒歩10分
- JR東日本日光線鶴田駅下車 徒歩20分又は路線バス5分